# Алмалибак
Алмалиба́к (каз. Алмалыбақ) — село у складі Карасайського району Алматинської області Казахстану. Входить до складу Умтильського сільського округу.
Населення — 4649 осіб (2021; 4111 у 2009, 2476 у 1999, 2271 у 1989).